# 墨爾本動物園

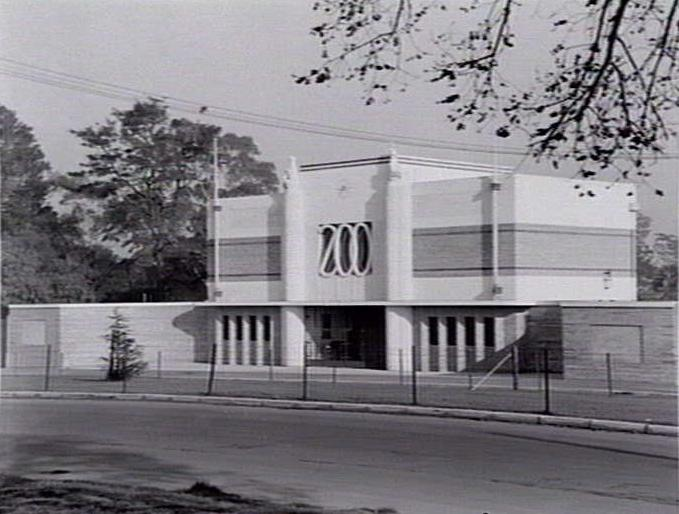
動物園正門（1940年）

墨爾本動物園（英語：Royal Melbourne Zoological Gardens）是位於澳大利亞墨爾本的一座動物園，飼養有超過320種來自澳大利亞和世界各地的動物。墨爾本動物園位於墨爾本市中心以北4（2.5英里）處。墨爾本動物園開業於1862年，是澳大利亞歷史古老的動物園。

## 表演时间
每天都会有固定的时间让饲养员们与游客见面，介绍各种动物的特征和习性，具体时间：
- 考拉：10:30
- 巨型陆龟：10:40
- 狒狒：11:00
- 大象：11:00
- 海豹：11:30
- 长颈鹿：11:30
- 猩猩：12:00
- 大猩猩：12:30
- 狮子：12.30
- 猫鼬：13:00
- 大象：14:00
- 老虎：15:20
- 企鹅：15:45

## 餐饮
园内设有多家餐厅：
- Elephant Village Cafe（临近大象馆，有多种菜品偏东南亚风味）
- Giraffe LookoutCafe（BBQ午餐，绝佳位置看长颈鹿表演）
- Zoo Bakery（动物园内的面包房，日式花园附近）

## 交通
- 自驾：按照导航行驶即可，园内设有收费停车场
- 有轨电车：乘坐58路电车，到墨尔本动物园/皇家公园站（Melbourne Zoo/Royal Park Station）即达
- 火车：乘坐从弗林德斯大街车站（Flinders Street Railway Station）发出的 Upfield Line 到皇家公园站（Royal Park Station）即达[5]

## 外部連結
- 官方网站
- List of species at Melbourne Zoo, globalspecies.org